# Readymade
En readymade (fra engelsk ready-made, 'færdiglavet') er en brugsgenstand, der placeres i kunstneriske sammenhænge, f.eks. på et kunstmuseum, og derved indtager en status som kunstværk.
Kunsten i et readymade ligger angiveligt i kunstnerens udvælgelse af netop denne genstand og altså ikke nødvendigvis i selve genstanden.
Udtrykket "readymade" blev første gang brugt i den historiske avantgarde i starten af det 20. århundrede. Marcel Duchamp var den første kunstner, der forsøgte at udstille et readymade på et kunstmuseum. Værket var et urinal af porcelæn, Fountain, som kunstneren havde lagt ned og signeret. Dermed ville Duchamp angribe museet som institution og udtrykke, at kunst og det 'almindelige' liv hænger sammen, og Kunstneren og Museet er institutioner, der er skabt af en grundlæggende forkert kunst- og livsanskuelse. Urinalet blev dog meget kendt og anerkendt som kunstværk.